# Sloan Digital Sky Survey
L'Sloan Digital Sky Survey o SDSS és un projecte d'investigació de l'espai mitjançant imatges a l'espectre visible i desplaçament cap al roig, que utilitza un telescopi òptic de dos metres i mig a l'Apache Point Observatory de Nou Mèxic (Estats Units). El projecte es va anomenar en honor de la Fundació Alfred P. Sloan.
El projecte va començar l'any 2000, i ja ha cartografiat un 35% del cel, amb observacions fotomètriques d'uns 500 milions d'objectes i espectres de més d'un milió d'objectes. L'any 2006 el projecte va entrar en una nova etapa, anomenada SDSS-II, que va començar a observar l'estructura i composició de la Via Làctia. A mitjan 2008, va començar SDSS-III i s'espera que duri fins al 2014.
L'últim alliberament de dades, DR8 inclou totes les observacions fotomètriques que es faran amb la càmera del SDSS, cobrint 14.555 graus quadrats del cel (un 35% del cel sencer). Cada nit, el telescopi genera 200 GB de dades.